# 이찬종
이찬종(음력 1975년 ~ )은 대한민국의  반려동물훈련사이자 기업인으로 현재 이삭애견훈련소의 소장 겸 우송정보대학 펫케어전공 특임교수로 재직 중이며 이웅종 연암대학교 동물보호계열과 교수의 둘째 동생으로도 알려져 있다.

## 자격
- (사)한국애견연맹공인 1등 훈련사 훈련사사범
- (사)한국애견연맹공인 1급 핸들러
- (사)한국삽살개보존협회 1급 동물매개치료사
- (사)한국애견연맹 아질리티심사위원
- (사)한국애견연맹 가정견심사위원
- (사)한국동물교육제단 동물복지 행동교정 전문강사
- (사)한국애견연맹 반려동물강사
- (사)한국심성교육개발원 1급 심리상담사
- (사)전견종연맹 훈련사사범
- (사)대한애견협회 교사 훈련사

## 소속
- (주)이삭 이웅종 동물매개치료센터소장
- (주)이삭 이웅종 이삭애견훈련소 소장
- (사)한국애견연맹훈련사위원
- 애견운동장만들기 추진위원
- 수원농업고등학교 특강, 발안바이오고등학교 특강
- 반려동물예절 교육 세미나 메인강사
- 전북대학교수의학과 애견행동학 외래교수
- 연암대학교 반려동물행동수정학과 외래교수
- 서울종합예술실용학교 애완동물계열 특임교수
- 일본 센다이경찰견훈련소 가정견교육과정수료
- 일본 이다치경찰견훈련소 IPO심사위원과정수료

## 수상내역
- 한국종합훈련경기대회 최우수지도수상 3회 수상
- 한국종합훈련경기대회 가정견, 복종, 방위견조 최우수상 10회 이상 수상
- 한국종합훈련경기대회 경찰견조 5회수상
- 한국종합훈련경기대회 IPO I, II, III 2회수상
- 최우수핸들러상수상
- 경기지방 경찰청장 감사패
- (사)한국장애인부모회 표창
- (사)한국장애인부모회 감사패
- SBS TV동물농장 공로패
- 수원 자혜학교 감사패
- 화성 혜원학교 감사패

## 저서
- 학습과 훈련그리고 생활 1,2부 공저
- 진도견 핸들러 교본 공저
- 반련동물 예절교육 교범
- 애견훈련학 공저

## 출연 프로그램
- SBS TV동물농장 개과천선 출연.
- SBS TV동물농장 dog하게 고정출연.
- SBS 생활의 달인 최고의 애견 달인 선정.
- 2010 MBC 아이러브펫 출연 및 자문.
- KBS 위기탈출 넘버원 애견 자문.
- SBS 세상에 이런일이 애견 자문.
- KBS 주주클럽 출연 및 자문.
- KBS 무한리필 샐러드 출연 및 자문.
- 공중파TV 케이블TV 라디오 애견상담자문.

## 같이 보기
- 이웅종
- 이웅용
- 세사르 미얀
- 강형욱
- 설채현